# 肯塔瑞里小堂

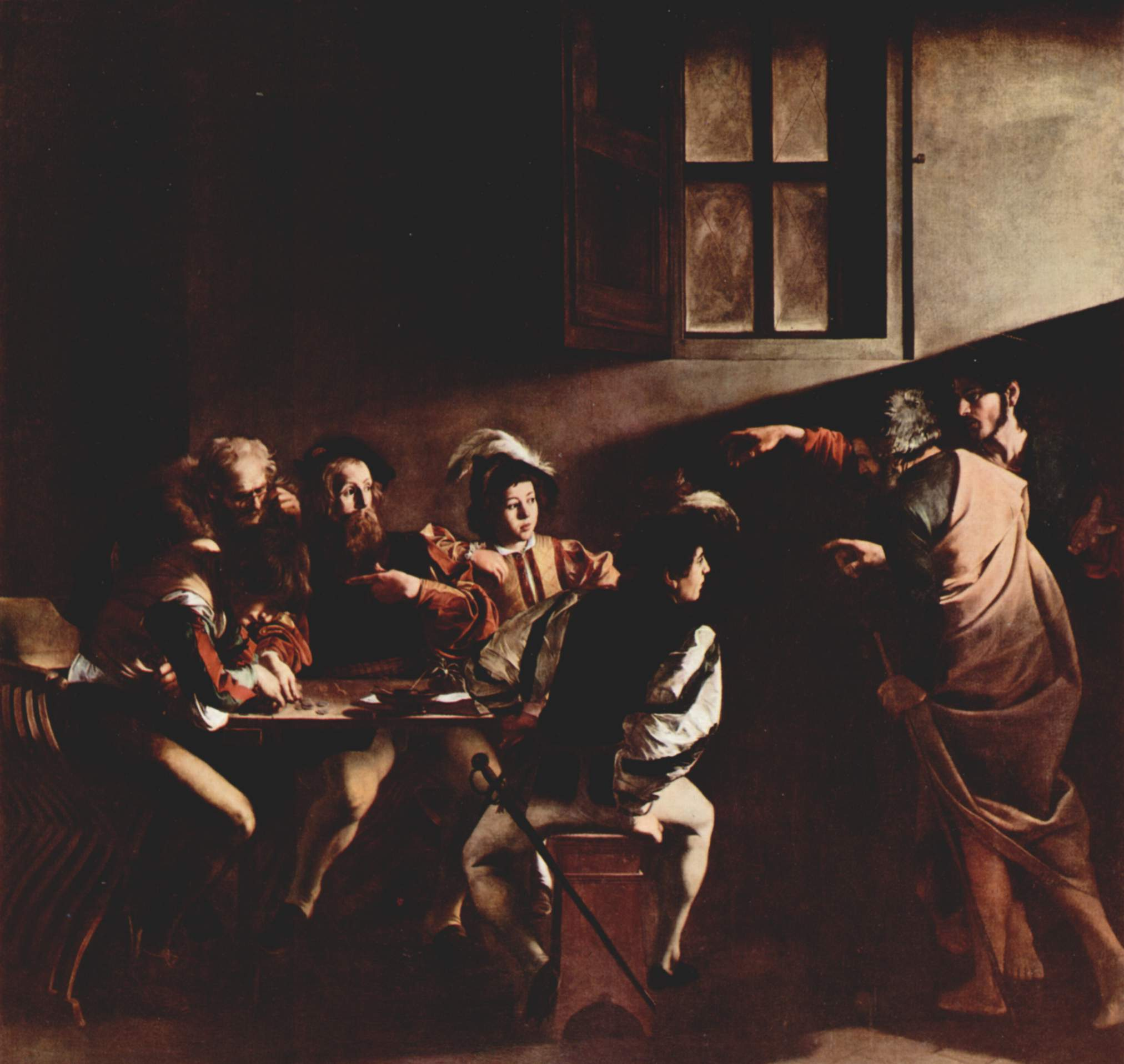
圣玛窦蒙召，1599-1600

肯塔瑞里小堂（義大利語：Cappella Contarelli）为罗马的圣王路易堂内的左侧第一小堂，为富有的法国枢机主教玛窦·肯塔瑞里（Matthieu Cointerel）所有。肯塔瑞里小堂拥有该堂最著名的艺术品，系根据玛窦·肯塔瑞里的遗嘱，由巴洛克大师卡拉瓦乔在1599-1600年所画的瑪竇宗徒（马太）三幅生平系列画：

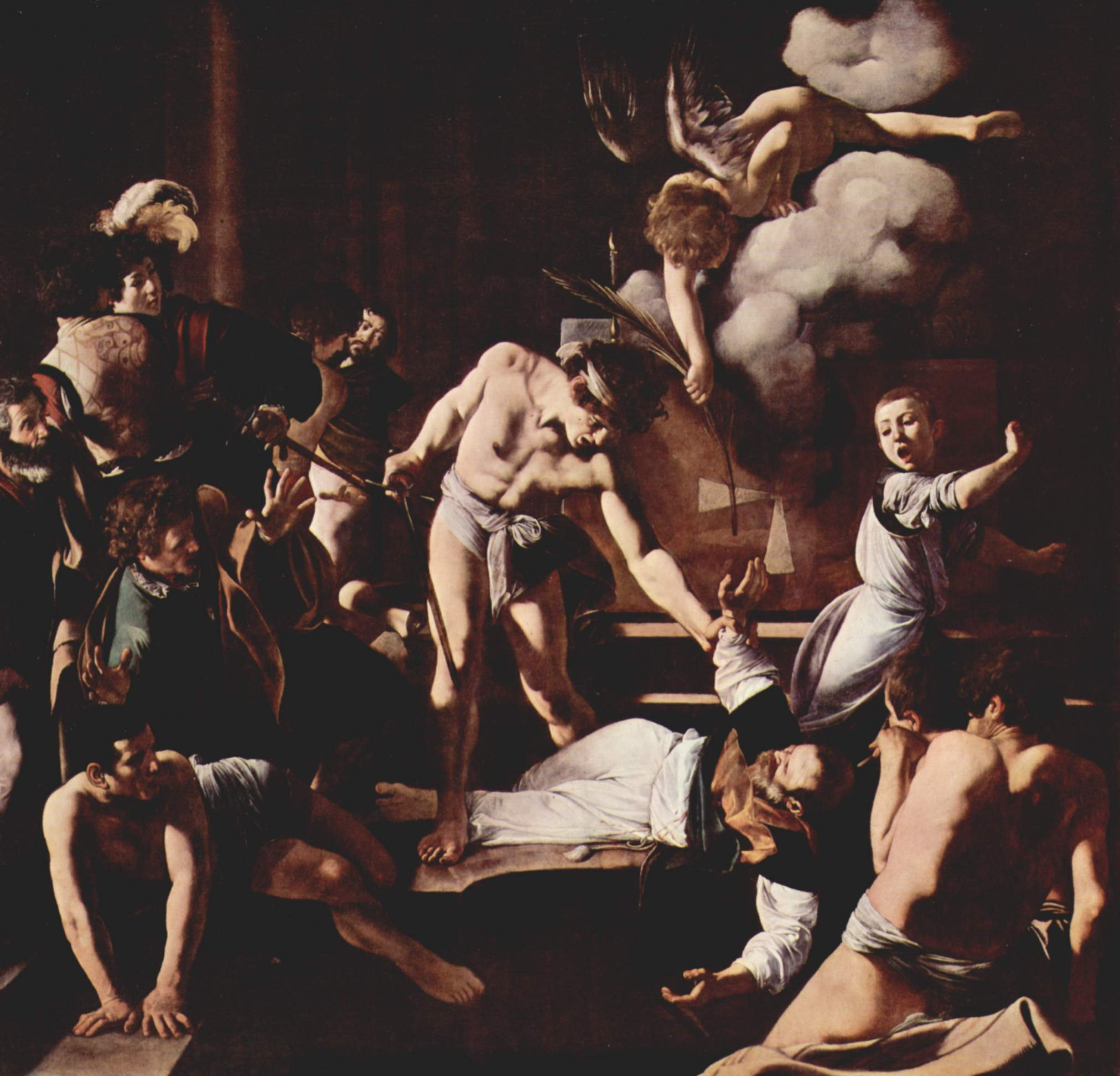
圣玛窦殉道, 1599-1600

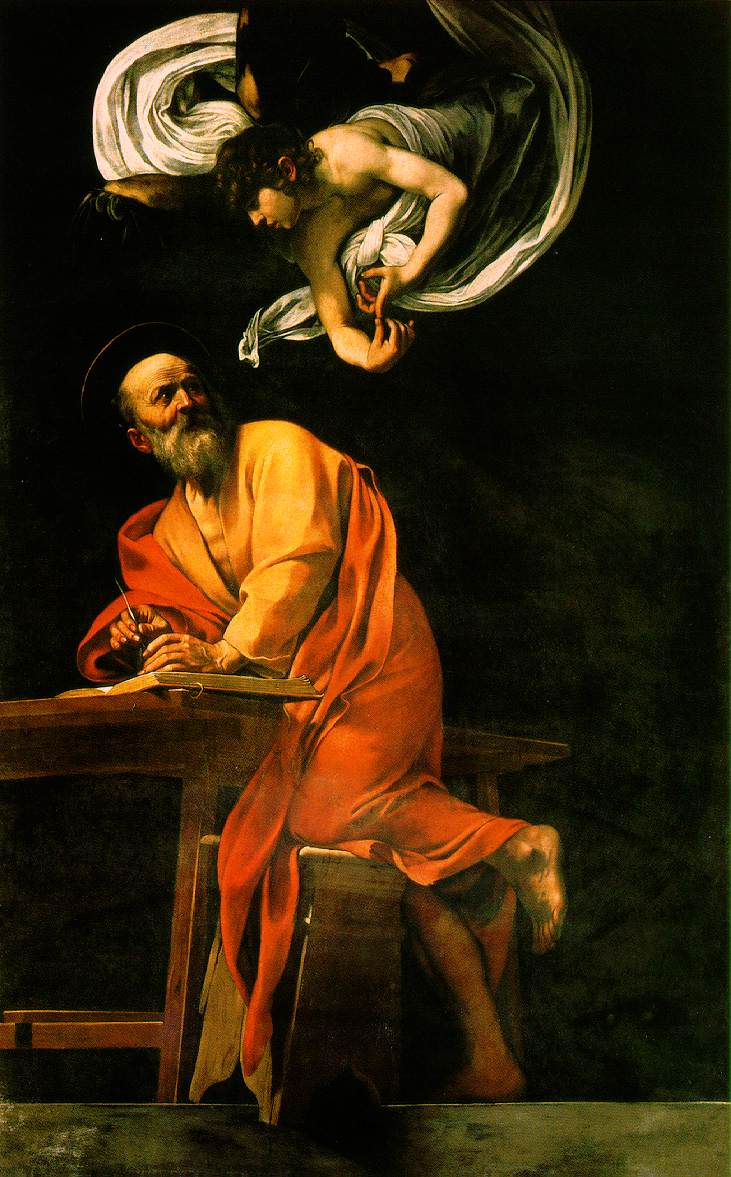
圣玛窦的启示，1599-1600

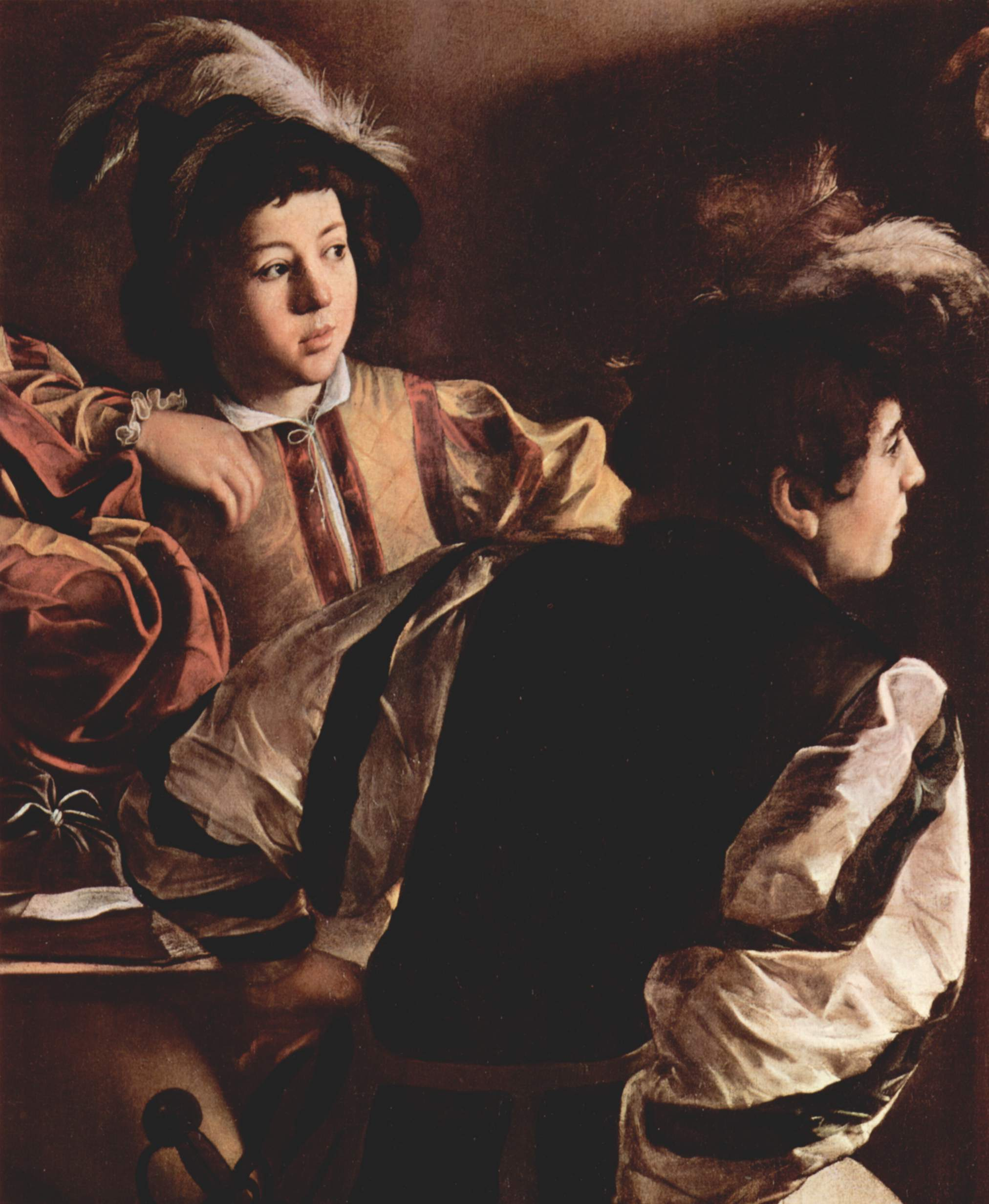
《圣玛窦蒙召》细部

- 《圣玛窦蒙召》
- 《圣玛窦殉道》。
- 《圣玛窦的启示》